# Jugoslávská liga ledního hokeje 1989/1990
Sezóna 1989/1990 byla 48. sezónou Jugoslávské ligy ledního hokeje. Vítězem se stal tým KHL Medveščak.

## Konečné pořadí
1. KHL Medveščak
2. HK Jesenice
3. HK Olimpija Ljubljana
4. HK Partizan
5. HK Crvena Zvezda Bělehrad
6. HK Vojvodina Novi Sad